# Монтиньи-л’Алье
Монтиньи́-л’Алье́ (фр. Montigny-l’Allier) — коммуна во Франции, находится в регионе Пикардия. Департамент коммуны — Эна. Входит в состав кантона Виллер-Котре. Округ коммуны — Шато-Тьерри.
Код INSEE коммуны — 02512.

## Население
Население коммуны на 2010 год составляло 272 человека.
| 1962 | 1968 | 1975 | 1982 | 1990 | 1999 | 2010 |
| ---- | ---- | ---- | ---- | ---- | ---- | ---- |
| 220  | 203  | 178  | 187  | 202  | 239  | 272  |

## Экономика
В 2010 году среди 171 человека трудоспособного возраста (15—64 лет) 125 были экономически активными, 46 — неактивными (показатель активности — 73,1 %, в 1999 году было 74,4 %). Из 125 активных жителей работали 119 человек (68 мужчин и 51 женщина), безработных было 6 (3 мужчин и 3 женщины). Среди 46 неактивных 13 человек были учениками или студентами, 15 — пенсионерами, 18 были неактивными по другим причинам.